# ロックンロールびーちゃー
『ロックンロールびーちゃー』は、日本の男性音楽グループ「きいやま商店」の6枚目のオリジナル・アルバム。2016年4月6日発売。発売元はフライング・ハイ。

## 解説
前作から約1年ぶりとなるアルバム。本作のテーマは「より、きいやま商店らしさを出せるアルバムにしたい」、「自由に僕らが好きなことをやりたい」とし、「得意分野のものだけで作った。」としている。また「身内ネタ」、「実体験を元に作っている歌」が多いとしている。
アルバムジャケットのデザインは、キジムナ前津智宏。タイトルの文字は、マストとリョーサの父親が書いたもの。また、沖縄出身のバンド「THE WALTZA」のローリーが、ライナーノーツを寄稿している。
タワーレコード那覇リンボウ店における2016年沖縄音楽年間アルバムチャートで、BIGINやCoccoを抑え、第2位を獲得。（1位は、MONGOL800。）

## 収録曲
※作詞・作曲・編曲：きいやま商店
（ただし、3・編曲：きいやま商店&カルメラ、4・作詞・作曲:ローリー）
1. ロックンロールびーちゃー [3:36]
「びーちゃー」とは、八重山の言葉で「酔っ払い」という意味[8]。また、この曲のモデルは、メンバーが「石垣島一の酔っ払い」と言っている、マストとリョーサの父親[3]。父親は、ジャズ・ブルースが好きで「コットンクラブ」という映画のサントラをよく聴いていた為、そのサントラをイメージして作曲したそうである[5]。
冒頭の歌詞「みーぐゎーしゃ ゲン」、「こーぐゎーしゃ ゲン」は、『ゲンコツをゴンとやるよ』という意味[5]。
2. まるでーど! [3:21]
日本テレビ系の音楽番組『バズリズム』内の、「マギーの先取りリズム」（4月8日・15日・22日・29日、5月13日）で紹介された曲[9]。その為、CD外装ビニールに同番組のステッカーが貼られているものがある。前作に収録されたかった楽曲であり、歌詞は当時のものを変更し収録された[6]。「まる」が『凄い』、「でーど」が『やばい』という意味であり、タイトルは『超やばい！』という意味で、内容は「酒癖の悪い友達の歌」[5]。サビ前の「あだら」は、『嫌だなぁ』という意味[5]。また、旧公式HPではメンバーによる歌詞の標準語訳が、掲載されていた[10]。
3. ハブとマングース [3:23]
BSフジ「beポンキッキーズ」挿入歌。週刊USEN HIT CHART インディーズ ランキング 2016年4月13日付（4月1日-7日集計分）にて1位を獲得[11]。リョーサが考えたギャグから生まれた曲である[12]。また、この曲には「誰かに戦わされている」というメッセージも込められている[13]。歌詞の中に「ヤシガニ」が登場するが、特に意味は無い[13]。演奏には、インストゥルメンタル・ジャズバンドのカルメラが参加している[6]。この曲は振付があり、メンバーはハブ（右）とマングース（左）のパペットを両手にはめ、踊りながら歌う。なお、このパペットのミニチュア版が、視聴者のリクエストにより、通信販売で限定販売されたことがある[14]。
4. WOO-TOO-TOO [3:37]
沖縄出身ミュージシャン「ローリー」が結成しているバンド「THE WALTZ」の楽曲のカバー。沖縄在住のメンバーの世代では有名な曲だそうだが、「僕らより下の世代にはあまりこの曲が知られてない」という理由からカバーした[6]。「ウートートー」は、沖縄の人たちが仏壇に向かって手を合わせるときの言葉[15]。また「ウートートー」は、1stシングル「カーーニバレ」という曲の歌詞に使われていたり、2021年に発売したシングル「TTMでUTT」のタイトルで「UTT」と表記され使用したりしている。
5. うっとぅるさよ [3:17]
タイトルは『怖い、恐ろしい』という意味。ローリーがギターとベースで参加している。曲調がTHE WALTZに似ていたため、「この曲はThe Waltzみたいにしたい」という話から、ローリーに参加を依頼した[6]。また歌詞に登場する「とぅるばってる」という単語は、『怠けてる』とか『ボーっとしている』という意味[16]。
6. 誕生日がやって来たワイ!ワイ!ワイ!  [2:27]
BSフジ「beポンキッキーズ」挿入歌。きいやま商店初のバースデーソングである[17]。ラジオの放送日や、ライブ会場で当日誕生日を迎えた客の名前を歌に当てはめて歌われることがある。尚、誕生日がラジオやライブ当日以外の日（前後や近い日）であった場合は、歌われない。
7. にーぶいかーぶい[2:20]
「にーぶい」とは「眠い」という意味で、タイトルは「凄く眠い」という意味。
8. 十八番街 [2:51]
石垣島の歓楽街「18番街」について歌われてる曲。前作に収録されたかった楽曲で、ローリーの父親である普久原恒勇が作った「普久原メロディー」（琉球レアグルーブのジャンル内にある、民謡の三線とかにオーケストラやブラスなどビッグバンドの要素を加えたもの）のメロディーを取り入れている[6]。
9. 僕らの島 [3:37]
ライブの定番曲。沖縄電力CM曲[18]。沖縄ちゅらサウンズ、2018年4月11日～17日配信週間ランキングで1位を獲得（この週は、きいやま商店の楽曲が1位～3位を獲得）[19]。石垣ケーブルテレビで放送された特別番組「きいやま商店の島々再発見」の番組内で製作されたリョーサ作詞作曲の楽曲『わーりたぼーり小浜島』が元ネタとなっている[20]。「わーりたぼーり」は、小浜島で「いらっしゃいませ」という意味。
  - 児童会の歌『笑顔の仲西小』

2021年に沖縄県浦添市立仲西小学校の児童会が120周年を記念して製作された、メンバー公認の「僕らの島」の替え歌[21]。2021度の同小の卒業生が作児童会の歌の作詞を行なった。その後コロナで全校児童が一緒に集まれない毎日に「どうにかしてみんなをつなぐ方法はないか」と考え、歌詞は学校のよさを表す言葉、地域がわかる言葉を募集し、その歌詞や言葉を乗せる曲に「みんなが歌いやすい」本曲が選ばれ、替え歌が製作された[22]。その後、2022年2月15日にメンバーが同小に訪問し、生徒約600人と一緒に歌った[21]。児童達が製作した歌詞は、同小の広報誌に掲載されている[23]。
10. for long time [4:20]